# ȷ
Cette page contient des caractères spéciaux ou non latins. S’ils s’affichent mal (▯, ?, etc.), consultez la page d’aide Unicode.
J sans point (J en majuscule, ȷ en minuscule), est une lettre additionnelle latine utilisée comme symbole phonétique dans l’alphabet dialectal suédois (où elle est toujours en italique: ‹ ȷ ›), et comme lettre dans l’orthographe basque de Sabino Arana Goiri au XIXe siècle.
Elle est dérivée de la lettre J sans son point, autant en majuscule qu’en minuscule.

## Utilisation
Le j sans point ‹ ȷ › est utilisé comme symbole phonétique dans l’alphabet dialectal suédois et représente une consonne spirante palatale voisée (API : [j]).
Vassili Radlov utilise un j (j cyrillique) sans point comme lettre pour transcrire le khakasse, avec un alphabet cyrillique utilisant quelques lettres latines, dans le dictionnaire Versuch eines Wörterbuches der Türk-Dialecte publié entre 1893 et 1911.
En 1922, un alphabet adyguéen utilisant le j sans point est imprimé à Istanbul.

## Représentations informatiques
Le J sans point peut être représente avec le caractère Unicode suivant :
| formes    | représentations | chaînes de caractères | points de code | descriptions                         | notes                                                             |
| --------- | --------------- | --------------------- | -------------- | ------------------------------------ | ----------------------------------------------------------------- |
| majuscule | J               | J                     | U+004A         | lettre majuscule latine j            | Ce même caractère est normalement utilisé pour la majuscule du j. |
| minuscule | ȷ               | ȷ                     | U+0237         | lettre minuscule latine j sans point |                                                                   |